# كبونجي
كِبُونْجِي أو منجبي المرتفعات (الاسم العلمي: Rungwecebus kipunji) (بالإنجليزية: Kipunji أو Highland mangabey)‏ هو نوع من القرود يتبع جنس هجرس رونغوي من فصيلة سعادين العالم القديم.